# Hetojmokles ze Sparty
Hetojmokles (gr. Ἑτοιμοκλής) – starożytny grecki zapaśnik pochodzący ze Sparty, olimpijczyk.
Syn Hippostenesa, który podobnie jak syn był olimpijskim zwycięzcą w zapasach. Pierwszy wieniec w Olimpii zdobył w 604 roku p.n.e. w zapasach chłopców. Następnie, już jako dorosły mężczyzna, odnosił zwycięstwo w zawodach zapaśniczych cztery razy z rzędu, od 600 do 588 roku p.n.e.
W uhonorowaniu jego zwycięstw sportowych Spartanie wystawili mu w mieście pomnik.